# Orden de la Estrella Brillante
La Orden de la Estrella Brillante (en Chino tradicional: 景星勳章; en Chino Simplificado: 景星勋章; en Pinyin: Jǐng xīng xūnzhāng) es un sistema de condecoración civil otorgado por el gobierno de la República de China (Taiwán).

## Historia
La República de China tiene un total de 5 órdenes no militares. La más antigua de ellas, la Orden del Jade Brillante data del 1933 es la más alta distinción y solamente es otorgada al presidente de la República. Las demás, Orden del Dr. Sun Yat-sen, Orden de Chiang Chung-Cheng, Orden de las nubes propicias y la Orden de la Estrella Brillante, pueden ser entregadas a otras personas que cumplan con el reglamento aprobado por la República.
La Orden de la Estrella Brillante fue creada por el gobierno de la República en 1941 y consta de 9 rangos. Se entrega tanto a nacionales como extranjeros cuya contribución profesional haya sido notoria en beneficio del país. El Acta de las Órdenes (法規名稱) del 7 del 12 de 1981 está compuesta por 17 artículos y regula cada una de las órdenes, rangos, el proceso de elección y qué tipo de personas pueden ser elegibles para ser condecoradas. El acta está regulada por el Ministerio del Interior, Ministerio de Asuntos Exteriores y el Consejo de Asuntos Comunitarios de Ultramar.
La Orden está compuesta por una estrella blanca de cinco puntas que la preside sobre un círculo azul, del cual salen rayos de luz blancos sobre una pieza dorada. Encima del círculo, que es el Emblema Nacional de la República de China, figuran 3 estrellas doradas sobre rojo. La entrega el mismo gobierno con posibilidad de que sea Gran Cordón y rosetón con cinta. Los galardonados pueden recibir más de una Orden por repetidos logros notorios a lo largo de sus vidas, pero nunca pueden recibir el mismo galardón.

## Personas elegibles

### Funcionarios
El artículo 6 del Acta de Órdenes se encarga de regular las personas elegibles que sean funcionarios. El servidor público, sea cual sea su ámbito, tiene que haber realizado acciones notorias a lo largo de su servicio público en el sector de la economía, la enseñanza, promoviendo las buenas conductas, ayudando a los conciudadanos, ayudar ante catástrofes o cualquier situación en pro de la población de la República, además de valorar activamente funciones destacas por los cuerpos de seguridad en el mantenimiento del orden. Los funcionarios cuyas trayectorias sean de más de 10 años de servicio público mejorando en pro de la gobernancia de la República también pueden optar a un rango del Orden de la Estrella Brillante.

### No funcionarios
El artículo 7 del Acta de Órdenes se encarga de regular las personas elegibles que no sean funcionarios. Los ciudadanos taiwaneses que pueden optar a ser elegibles, deben de haber realizado actos notorios en sus carreras profesionales o para el país, tales como haber realizado algún invento importante, acciones relevantes que hayan servido de ayuda a sus conciudadanos, esfuerzos continuados por implementar actividades, asociaciones o negocios de índole educativa o cultural como modelos a seguir, artistas que hayan tenido un gran impacto a la sociedad con obras relevantes en su haber o demás éxitos que hayan contribuido al bienestar del país y sus ciudadanos. En 2013, el presidente de la República en esa fecha, Ma Ying-jeou, condecoró con la Orden de la Estrella Brillante en su máximo grado, Gran Cordón Especial, por primera vez desde que se creó la condecoración a un profesional del mundo de la industria cultural.

### Extranjeros
El artículo 8 del Acta de Órdenes se encarga de regular las personas elegibles que sean de fuera de la República. Los ciudadanos de otros países también pueden ser galardonados siempre y cuando hayan tenido acciones notorias en beneficio de la República, normalmente, acostumbran a ser políticos que han contribuido e estrechar vínculos entre ambos países. Los criterios para otorgarse a una persona extranjera son por haber realizado acciones para ayudar a erradicar la violencia y salvaguardarla justícia y la ley en la República, haber contribuido exitosamente con la promoción o difusión del país de forma notoria, haber tenido un papel diplomático importante para el país, por facilitar ayuda o establecer organizaciones educativas o caritativas en beneficio de los taiwaneses.
Algunos galardonados extranjeros con la Orden de la Estrella Brillante fueron el presidente checo Václav Havel (2004), la política japonesa Chikage Ōgi (2008) y el vicepresidente paraguayo Juan Afara (2015) entre otros.

### Rangos
En función de los logros o méritos conseguidos, hay un escalado de 9 rangos, de los cuales el primer rango es el único que lo entrega el presidente de la República en persona.

Rango 1: Gran Cordón Especial
Rango 2: Gran Cordón
Rango 3: Gran Cordón Verde
Rango 4: Corbata especial
Rango 5: Corbata
Rango 6: Lazo Especial
Rango 7: Lazo
Rango 8: Cinta Especial
Rango 9: Cinta